# エボン空港
エボン空港（エボンくうこう、Ebon Airport）は、マーシャル諸島エボン環礁エボンにある公共用の空港。国際航空運送協会（IATA）のlocation identifierは、EBO。

## 設備
エボン空港は808m（2,650フィート）の滑走路を有する。

## 就航路線
| 航空会社           | 就航地               |
| ------------------ | -------------------- |
| マーシャル諸島航空 | マジュロ、ナモリック |